# Negage
Negage – miasto w Angoli, w prowincji Uíge.